# Aéroport de Melilla
L'aéroport de Melilla (code IATA : MLN • code OACI : GEML) est un aéroport situé à Melilla, une enclave de l'Espagne en Afrique. L'aéroport est situé à environ 4 km au sud-ouest de la ville, près de la frontière avec le Maroc. Entre 1931 et 1967, Melilla a été desservie par l'aérodrome de Tauima (devenu l'aéroport de Nador-Al Aroui), jusqu'à l'indépendance du Maroc en 1956. C'est en 1969 que Melilla dispose de son propre aéroport.
L'aéroport ne peut pas actuellement traiter de gros aéronefs, mais après l'extension de la piste, les compagnies aériennes desservant l'aéroport devraient pouvoir utiliser des aéronefs de taille moyenne. Il a la capacité de transporter jusqu'à 500 000 passagers et le nombre moyen annuel de passagers est d'environ 400 000.
Il s'agit des distances déclarées suivantes pour la piste de 1 433 m:
| Désignation | TORA (m) | ASDA (m) | TODA (m) | LDA (m) |
| ----------- | -------- | -------- | -------- | ------- |
| 15          | 1 433    | 1 433    | 1 433    | 1 198   |
| 33          | 1 371    | 1 371    | 1 371    | 1 371   |

TORA = trajectoire de décollage disponible
ASDA = distance d'accélération de décrochage disponible
TODA = distance de décollage disponible
LDA = Distance d'atterrissage disponible
L'aéroport passe de catégorie 3C le 23 février 2023 à la suite de l'annonce par Aena qui autorise l'exploitation d'avions à réaction tels que le CRJ-200 , Embraer 170 , Embraer 195-E2, Bae 146, Airbus A220, Airbus A318, Airbus A319, Airbus A320, Airbus A320neo et Boeing 737, qui sont tous pénalisés en charge payante (passager et bagages) et en distance à partir de laquelle il serait atteint. La piste doit être allongée de 270 m, vers le sud et encore 350 m utiles vers le nord pour que ces avions à réaction puissent opérer sans pénalité.
La situation géopolitique de la ville fait que l'approche de l'avion doit se faire «en courbe», pour ne pas envahir l'espace aérien marocain et d'où la difficulté d'installer le système de guidage ILS (Instrument Landing System) en ligne droite qui fonctionne dans la plupart des aéroports du monde. Les aides radio actuelles (VOR/DME et NDB) sont sur le sol de Melilla, mais elles n'empêchent pas la ville d'être coupée les jours de nuages bas à 700/800 pieds. Avec un localisateur décalé ou un système d'approche RNAV (satellite), les opérations aéroportuaires dans des conditions météorologiques défavorables seraient autorisées.
L'aéroport de Melilla, malgré son faible trafic, est situé à côté de la frontière marocaine et, comme il n'y a pas d'accord avec le Maroc, les avions doivent faire des manœuvres difficiles lors des décollages et des atterrissages pour éviter d'entrer dans l’espace aérien marocain. Cependant, il n'y a pas lieu de s'inquiéter car il n'y a eu aucun problème lié à cela jusqu'à présent.

## Climat
| Mois                                  | jan.      | fév.      | mars      | avril     | mai      | juin      | jui.      | août      | sep.      | oct.     | nov.    | déc.      | année     |
| ------------------------------------- | --------- | --------- | --------- | --------- | -------- | --------- | --------- | --------- | --------- | -------- | ------- | --------- | --------- |
| Température minimale moyenne (°C)     | 9,9       | 10,6      | 11,9      | 13,2      | 15,7     | 19        | 21,7      | 22,4      | 20,5      | 17,2     | 13,7    | 11,2      | 15,6      |
| Température moyenne (°C)              | 13,3      | 13,8      | 15,2      | 16,6      | 19,1     | 22,4      | 25,3      | 25,9      | 23,8      | 20,4     | 17      | 14,6      | 18,9      |
| Température maximale moyenne (°C)     | 16,7      | 17        | 18,5      | 20,1      | 22,5     | 25,8      | 28,9      | 29,4      | 27,1      | 23,7     | 20,3    | 17,8      | 22,3      |
| Record de froid (°C) date du record   | 0,4 2005  | 2,8 1996  | 3,4 1993  | 6 1975    | 9,4 1975 | 12,4 1971 | 16 1977   | 14,6 1977 | 13,6 1979 | 9,4 2018 | 5 1991  | 3,9 2014  | 0,4 2005  |
| Record de chaleur (°C) date du record | 25,6 1996 | 34,2 2010 | 29,6 1981 | 30,6 2002 | 33 2005  | 37 1983   | 41,8 1994 | 39,9 2020 | 36 2005   | 35 1971  | 34 2020 | 30,6 1989 | 41,8 1994 |
| Ensoleillement (h)                    | 184       | 170       | 192       | 220       | 258      | 279       | 289       | 268       | 210       | 194      | 176     | 168       | 2 607     |
| Précipitations (mm)                   | 58        | 57        | 44        | 36        | 20       | 7         | 1         | 4         | 16        | 40       | 57      | 50        | 391       |
| Nombre de jours avec précipitations   | 6,3       | 5,5       | 4,6       | 4,6       | 2,8      | 0,7       | 0,3       | 0,8       | 2,2       | 3,9      | 5,8     | 5,7       | 43,7      |
| Humidité relative (%)                 | 72        | 74        | 73        | 69        | 67       | 67        | 66        | 69        | 72        | 75       | 74      | 73        | 71        |
| Nombre de jours d'orage               | 1,4       | 1,4       | 1,1       | 1,1       | 0,9      | 1         | 0,8       | 1,1       | 1,6       | 1,2      | 1,3     | 0,9       | 13,5      |

| Diagramme climatique                                  |          |            |            |            |         |           |           |            |            |            |            |
| J                                                     | F        | M          | A          | M          | J       | J         | A         | S          | O          | N          | D          |
| 16,79,958                                             | 1710,657 | 18,511,944 | 20,113,236 | 22,515,720 | 25,8197 | 28,921,71 | 29,422,44 | 27,120,516 | 23,717,240 | 20,313,757 | 17,811,250 |
| Moyennes : • Temp. maxi et mini °C • Précipitation mm |          |            |            |            |         |           |           |            |            |            |            |

## Historique

### XXesiècle
L'aéroport a été inauguré le 31 juillet 1969 par le ministre de l'Air, José Lacalle Larraga, pour remplacer définitivement l'aéroport de Tauima, une ville située dans l'ancien protectorat espagnol au Maroc Au départ, il s'agissait d'une piste de 730 mètres de long sur 45 mètres de large.
Il a commencé à y opérer, Spantax avec un De Havilland Canada DHC-6 Twin Otter, et plus tard, avec un De Havilland Canada DHC-7.
En 1980, Spantax est remplacé par Aviaco, alors filiale de Iberia Líneas Aéreas de España, qui utilisera un Fokker F27.
En 1992, Binter Mediterráneo entrerait, également une filiale d'Iberia, qui opérait avec CN-235, et qui plus tard a remplacé Aviaco. Il reliait la ville de Melilla avec: Málaga, Almeria, Valence et, dans sa dernière année, avec Madrid.
En 1995, PauknAir est entré en service, qui fonctionnait avec BAe 146, et qui a rompu avec le monopole d'Iberia dans les opérations depuis Melilla. Il a réussi à relier la ville à 7 aéroports nationaux: Málaga, Madrid, Almeria, Barcelone, Palma de Majorque et c'était la première fois qu'il reliait la ville de Melilla avec Santiago de Compostela et Santander. Cette compagnie aérienne cesserait ses activités en 1998.

### XXIesiècle
Définitivement, en 2001, Air Nostrum a acquis Binter Mediterrani, restant ainsi avec le monopole des lignes.
En février 2005, les travaux d'extension de la piste ont été achevés, passant ainsi de 1 344 mètres à 1 428 mètres.
Début 2009, Air Europa a effectué des tests avec les Embraer 195 dans le simulateur LGW pour les présenter à l'Aviation Civile afin d'obtenir les autorisations correspondantes, ils ont effectué des approches avec masse maximale à l'atterrissage, sur les deux pistes, par tous types de temps conditions. , avec panne de moteur, etc. Ils ont également testé des décollages avec différents réglages et poids des volets, et des décollages interrompus. Il a été déterminé que l'avion a parfaitement atterri à la masse maximale d'atterrissage, et pour décoller, des tableaux ont été obtenus auprès du bureau technique avec les masses maximales autorisées pour chaque destination. Dans des cas comme Madrid-Melilla, le nombre de passagers devait être limité à 110. À Melilla-Madrid, Málaga-Melilla et Melilla-Málaga; il n'y avait aucune limite. La compagnie, enfin, ne pouvait pas opérer à Melilla car le classement de l'aéroport, catégorie 2C, ne permettait pas l'exploitation de l'Embraer 195, catégorie 3C.
Au début de 2011, Airmel a annoncé qu'elle commencerait ses opérations à partir de Melilla avec un ATR 42-300, mais n'a jamais commencé ses opérations en raison du manque d'engagement de la compagnie aérienne à poursuivre le développement naissant Compagnie aérienne.
Le 21 novembre 2011 Helitt Línies Aéries a commencé ses opérations avec la route inaugurale Málaga-Melilla; une semaine plus tard, la ligne Melilla-Barcelone a commencé à fonctionner et le 2 décembre, la ligne Melilla-Madrid, toutes avec des vols quotidiens; qui a une fois de plus brisé le monopole d'Air Nostrum dans les opérations depuis et avec Melilla. Le 25 janvier 2013, il a temporairement cessé d'offrir des vols commerciaux.
Cette même année Ryjet a commencé ses opérations avec Málaga-Melilla, a cessé ses activités en 2012.
Au début de 2013, il y avait de nouveau des rumeurs selon lesquelles Air Europa voulait opérer à partir de Melilla, cette fois avec l'un de ses ATR 72-500, des rumeurs qui ne sont pas venues à se concrétiser.
Le 16 avril 2013 Melilla Airlines a commencé ses opérations avec la route inaugurale Málaga-Melilla, effectuant des vols régionaux avec Málaga, des mois plus tard avec l'aéroport de Badajoz ], bien que les liaisons avec Badajoz n'a pas donné de résultats, l'occupation de la route vers la Costa del Sol était bonne. Un an et demi plus tard, il a cessé ses activités.
Le 21 juillet, 2014 Air Europa a confirmé les rumeurs précédentes, a fait un pas en avant et a décidé de commencer ses opérations avec la route inaugurale Málaga-Melilla avec un premier vol à environ 90% occupation.
À la fin de l'année 2016, Iberia a annoncé l'annulation des liaisons avec Almeria et Grenade, un fait matérialisé début janvier 2017, en raison d'un ajustement important de ses liaisons nationales en général et sa structure en tant que compagnie aérienne.
Tout au long de l'année 2018, les procédures sont initiées, élaborées et formalisées, en raison de la pression du gouvernement de la ville autonome lui-même et de ses citoyens compte tenu de la frustration et de l'inconfort généralisés liés à l'annulation des lignes avec Grenade et Almeria après plus de vingt ans de vols quotidiens et hebdomadaires, faire des lignes avec Almeria, Grenade et Séville une obligation de service public (OSP). Ces données signifient la reprise des services avec Grenade et Almeria, et le nouveau service avec Séville, tous prévus pour fin 2018 et début 2019.
Le 30 novembre 2018 Hélity commence ses opérations avec la route inaugurale Ceuta-Melilla avec un premier vol d'un AgustaWestland AW139. En 2020 suspendre la ligne avec Melilla. La raison en est que Melilla a signalé que les opérations d'hélicoptères à l'aéroport de Melilla ne pouvaient être effectuées que du lever au coucher du soleil.
Tout juste un an plus tard, le 30 novembre 2019 Aena a annoncé le changement de catégorie en 3C en mars 2021. Puis on a parlé du second semestre 2022. Puis on lui a donné une date précise: 30 novembre , 2022 et maintenant le délégué du gouvernement le reporte pour une durée maximale de deux mois, ce qui placerait une nouvelle limite en mars de cette année. Cela rendrait possible l'exploitation d'avions à réaction.
Au début de 2023, la compagnie aérienne roumaine AirConnect a proposé un plan de connectivité pour Melilla avec Málaga, Madrid et d'autres villes européennes telles que Porto, Lisbonne et Faro.

## Extension
Au départ, il s'agissait d'une piste de 730 mètres de long sur 45 mètres de large.
En 2004, les travaux d'extension de la voie sont terminés, passant ainsi de 1 344 mètres à 1 428 mètres.
Les dimensions actuelles des pistes limitent les opérations au modèle ATR.
Malgré l'augmentation du nombre de passagers et les demandes d'extension de la piste ou d'adaptation à d'autres modèles d'avions de plus grande capacité, cela n'a pas été réalisé par Aena, rendant impossible l'arrivée d'autres compagnies aériennes ou de nouvelles routes.

## Infrastructures

### Terminal
Le terminal compte au total 6 comptoirs d'enregistrement, 3 portes d'embarquement et 2 carrousels de récupération des bagages. En plus du contrôle de sécurité, du contrôle des passeports et d'un stand Melilla Turismo dans la zone des arrivées, il dispose également d'un bureau d'assistance aux passagers, utilisateurs et clients, chargé de traiter les suggestions des passagers concernant les services et les installations de l'aéroport. Il a également des formulaires de réclamation Aena Aeropuertos.

## Services
Bagages perdus:
- Air Nostrum | Téléphone: 901 111 342

Services aux familles:
- Cambre de la nourrissiere

Forces de sécurité:
- Corps de la police nationale
- La gendarmerie

Informations sur l'aéroport:
- Questions et suggestions

Location de voiture:
- OK Louer une voiture | Téléphone: 902 360 636

Distributeurs automatiques:
Boutiques et restaurants:
- Cafétéria de l'aéroport
- Le café de Modi
- Boutique de l'aéroport

Service d'assistance sans barrières:
- Points de rencontre associés au service d'assistance aux personnes à mobilité réduite ou handicapées.

Connexion Wi-Fi à l'aéroport:
- Le terminal de l'aéroport est équipé d'un réseau Wi-Fi gratuit (pour les 15 premières minutes), et il existe une option de paiement premium pour prolonger ce temps à la convenance de l'utilisateur.

## Installations auxiliaires
- Parking:
  - P1 - Général: 311 places.

## Aérodrome
- Tour de contrôle
- Piste 15/33: 1 433 m
- Plateforme: 6 places de stationnement.
- Plateforme hélicoptère: 1 place de parking
- Caserne de pompiers

## Situation
| \| 100 km1:11 216 000 \| Alicante Almería Andorre Badajoz Barcelone Bilbao Burgos León Castellón · de la Plana Ceuta Gérone Grenade Ibiza Jerez La Corogne Lleida Logroño Madrid Málaga Melilla Minorque Murcie Oviédo Palma de · Majorque Pampelune Reus Sabadell Saint-Jacques Saint-Sébastien Salamanque Santander Saragosse Séville Valence Valladolid Vigo Vitoria |
| 100 km1:11 216 000 |

Voir les Îles Canaries

## Compagnies aériennes et destinations

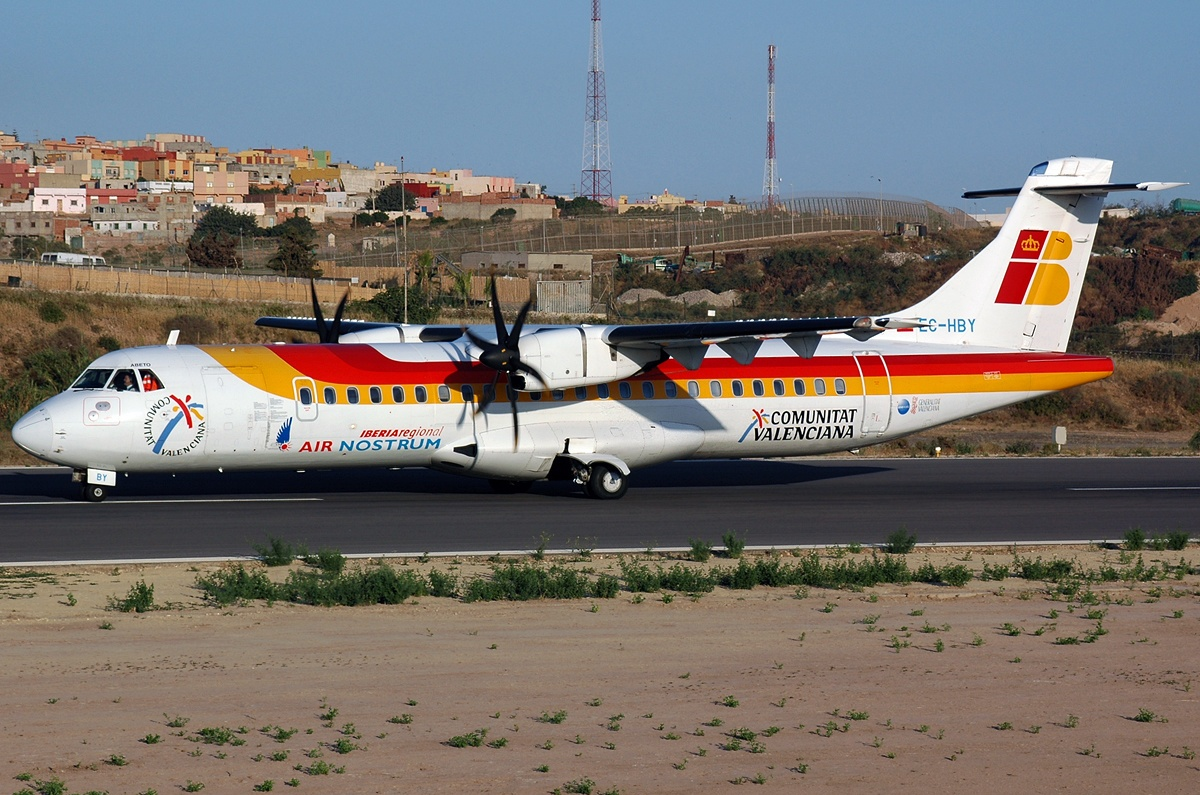
Un avion ATR 72 d'Air Nostrum (Iberia Regional) à l'aéroport de Melilla.

Les compagnies aériennes desservant l'aéroport de transporteurs régionaux de la connexion à l'Espagne, au nord. L'aéroport est également un général de l'aviation à l'aérodrome et les poignées de privé un petit avion.[Quoi ?] Il n'y a pas de vols vers les aéroports au Maroc.

## Vols intérieurs
Il n'y a actuellement qu'une seule compagnie aérienne, Iberia Regional/Air Nostrum, qui exploite des vols commerciaux de passagers vers l'aéroport de Melilla.
(Dernière mise à jour: 23 août 2021)
| Villes            | Nom de l'aéroport                            | compagnies aériennes     | avion      | Fréquences |         |
| Espagne           | Espagne                                      | Espagne                  | Espagne    | Espagne    | Espagne |
| ----------------- | -------------------------------------------- | ------------------------ | ---------- | ---------- | ------- |
| Almeria           | Aéroport d'Almeria                           | Air Nostrum              | ATR 72-600 |            |         |
| Barcelone         | Aéroport Josep Tarradellas Barcelone-El Prat | Air Nostrum              | ATR 72-600 |            |         |
| Grenade           | Aéroport de Grenade                          | Air Nostrum              | ATR 72-600 |            |         |
| Grande Canarie    | Aéroport de Gran Canaria                     | Air Nostrum (Saisonnier) | ATR 72-600 |            |         |
| Madrid            | Aéroport Adolfo Suárez Madrid-Barajas        | Air Nostrum              | ATR 72-600 |            |         |
| Málaga            | Aéroport de Malaga-Costa del Sol             | Air Nostrum              | ATR 72-600 |            |         |
| Palma de Majorque | Aéroport de Palma de Majorque                | Air Nostrum (Saisonnier) | ATR 72-600 |            |         |
| Séville           | Aéroport de Séville                          | Air Nostrum              | ATR 72-600 |            |         |

## Destinations nationales les plus importantes (2022)
Dans le passé, Melilla est également desservie par Spantax de 1969-1981, Aviaco de 1981-1992 et Binter Mediterraneo de 1992 à 2001.

## Compagnies aériennes et destinations historiques
Tout au long de son histoire, les compagnies aériennes suivantes ont également opéré des vols commerciaux vers l'aéroport à partir de différents points d'Espagne:
| Année | Compagnie aérienne  | Destination                                                                              | avion                                          |
| ----- | ------------------- | ---------------------------------------------------------------------------------------- | ---------------------------------------------- |
| 1970  | Spantax             | Málaga Almeria                                                                           | De Havilland Canada Dash 7                     |
| 1980  | Aviaco              | Málaga Almeria                                                                           | Fokker F27                                     |
| 1992  | Binter Mediterráneo | Málaga Almeria Valence Madrid                                                            | CN-235                                         |
| 1995  | PauknAir            | Málaga Madrid Almeria Barcelone Palma de Majorque Saint-Jacques-de-Compostelle Santander | BAe 146                                        |
| 2001  | Air Nostrum         | Málaga Madrid Almeria Grenade Valence Barcelone                                          | Fokker 50 D'Havilland Canada Dash 8 ATR 72-200 |
| 2011  | Airmel              | Málaga                                                                                   | ATR 42-300                                     |
| 2011  | Helitt Airlines     | Málaga Madrid Barcelone                                                                  | ATR 72-500                                     |
| 2012  | Ryjet               | Málaga                                                                                   | Saab 340                                       |
| 2013  | Melilla Airlines    | Málaga Badajoz                                                                           | ATR 42-300                                     |
| 2013  | Aeronova            | Málaga                                                                                   | ATR 42-300                                     |
| 2014  | Air Europa          | Málaga                                                                                   | ATR 72-500                                     |
| 2018  | Hélity              | Ceuta                                                                                    | AgustaWestland AW139                           |

Édité le 07/06/2021
http://www.aena.es/es/aeropuerto-melilla/destinos.html

## Utilisation militaire
L'aéroport de Melilla est fréquemment utilisé par l'armée de l'air espagnole comme aéroport de départ et d'arrivée pour le personnel militaire destiné aux missions menées par l'armée espagnole à l'étranger.

## Codes Internationaux
- Code IATA: MLN
- Code OACI: GEML

## Statistiques
Nombre de passagers, d'opérations et de fret depuis 2000 :
Le graphique qui aurait dû être présenté ici ne peut pas être affiché car il utilise l'ancienne extension Graph, désactivée pour des questions de sécurité. Des indications pour créer un nouveau graphique avec la nouvelle extension Chart sont disponibles ici.

Voir la requête brute et les sources sur Wikidata.
| Année                     | Passagers | Opérations | Charger (t) |
| ------------------------- | --------- | ---------- | ----------- |
| 2000                      | 263 751   | 8 916      | 650         |
| 2001                      | 229 806   | 8 707      | 587         |
| 2002                      | 211 966   | 8 013      | 546         |
| 2003                      | 223 437   | 9 017      | 479         |
| 2004                      | 245 102   | 9 098      | 387         |
| 2005                      | 271 589   | 9 296      | 323         |
| 2006                      | 313 543   | 10 696     | 431         |
| 2007                      | 339 244   | 11 146     | 434         |
| 2008                      | 314 643   | 10 959     | 386         |
| 2009                      | 293 695   | 9 245      | 350         |
| 2010                      | 292 608   | 8 935      | 340         |
| 2011                      | 286 701   | 9 119      | 265         |
| 2012                      | 315 850   | 9 922      | 235         |
| 2013                      | 289 551   | 7 893      | 164         |
| 2014                      | 319 603   | 8 873      | 136         |
| 2015                      | 317 806   | 8 409      | 136         |
| 2016                      | 330 116   | 8 535      | 141         |
| 2017                      | 324 366   | 7 956      | 134         |
| 2018                      | 348 121   | 8 085      | 127         |
| 2019                      | 434 660   | 9 768      | 134         |
| 2020                      | 195 636   | 5 158      | 32          |
| 2021                      | 332 446   | 7 828      | 9           |
| 2022                      | 447 450   | 9 772      | 22          |
| 2023                      | 501 069   | 10 755     | 25          |
| Source: Statistiques Aena |           |            |             |

## Accidents et incidents aériens
- En 1944, un avion Ju-52 de Iberia L.A.E. effectue un atterrissage d'urgence dans une plaine du Cap des Trois Fourches. Par curiosité, le fuselage de cet avion servait de trône à la Vierge de l'Espérance (Málaga)[Quoi ?].
- Le 6 mars de 1980, un Spantax De Havilland Canada DHC-7 s'écrase en tentant d'atterrir à l'aéroport.
- Le 20 novembre de 1984, un avion de l'École nationale d'aéronautique de Salamanque] a dû effectuer un atterrissage d'urgence dans la mer d'Alborán, après avoir décollé de Melilla.
- Le 25 septembre de 1998, le vol PauknAir 4101 s'écrase dans une montagne au cap Tres Forcas alors qu'il tente d'atterrir à l'aéroport. 38 personnes meurent, dont les funérailles ont été suivies par Dona Elena de Borbó et la Grèce Elena de Borbó et Don Jaime de Marichalar, en plus de toutes les institutions sociales et politiques de la ville.
- Le 29 août du 2001, le vol Binter Mediterrani 8261 décolle tôt le matin de Melilla à destination de Málaga, où il s'écrase près de l'aéroport sur une route voisine. 3 passagers meurent (deux espagnols et un français) et le pilote.
- Le 17 janvier de 2003, un Air Nostrum Fokker 50 a dérapé hors de la piste lors de l'atterrissage.
- Le 28 décembre du 2010, un avion de passagers Iberia effectuant la liaison Almeria-Melilla a subi une panne de moteur en montée qui a provoqué plusieurs explosions et une flamme. L'avion est retourné à l'aéroport d'Almeria, et le fait a été étudié par Air Nostrum et a déterminé qu'il s'agissait d'une panne technique.

## Transport et accès

### Route
L'accès par la route se fait à partir de la ML-204.

### Taxi
Il y a une station de taxis près du hall des arrivées. Les taxis ne transportent que 4 personnes par voiture.